# Driotura robusta
Driotura robusta är en insektsart som beskrevs av Henry Fairfield Osborn och Ball 1898. Driotura robusta ingår i släktet Driotura och familjen dvärgstritar. Inga underarter finns listade i Catalogue of Life.